# LGBT práva v Rumunsku

Duhová mapa Rumunska

Lesby, gayové, bisexuálové a translidé (LGBT) se v Rumunsku můžou setkávat s právními komplikacemi neznámými pro většinové obyvatelstvo. Rumunsko je stejně jako ostatní východoevropské země v oblasti práv gayů, leseb, bisexuálů a transsexuálů sociálně konzervativní. I přesto však země r. 2000 přijala velmi značnou legislativu v oblasti LGBT práv. V poslední dekádě tu došlo k plné dekriminalizaci homosexuality, přijetí rozsáhlé anti-diskriminační legislastivy, sjednocení legálního věku způsobilosti k pohlavnímu styku a zákonů proti homofobních zločinů z nenávisti. Mimoto se LGBT komunita začala v posledních letech více ukazovat prostřednictvím každoročního pochodu GayFest v Bukurešti a filmového festivalu Cluj-Napoca. V r. 2006 bylo Rumunsko prohlášeno organizací Human Rights Watch jako jedna z pěti zemí na světě, která má příkladnou legislativu bojující proti násilí na základě sexuální orientace a genderové identity.

## Časový sled LGBT historie v Rumunsku

### Starověk
Homosexualita byla na území dnešního Rumunska prakticky odjakživa předmětem represí. Dalo by se říci, že veškeré civilizace a kultury ovládané tehdejší Dácií často čekalo odsouzení k politické nekorektnosti způsobené nízkým vzděláním. V období římského vlivu se akceptace homosexuality uchovala jako jediná reforma pocházející z tohoto období, kdy sem pronikal římský koncept společnosti a kultury obdobný zvykům původní populace.

### Středověk
Pro středověk v Rumunsku je všeobecně charakteristická sociální regrese a christianizace, na níž se výrazně podílel Svatý Ondřej, zejména v Dobrudži. Ten tehdy sestavil jakousi pomyslnou náboženskou hranici (anti-muslimský štít) a posiloval bigotnost u tamního obyvatelstva. Tvrdé zákony proti homosexualitě se vymáhaly pouze na chudé vrstvě, u šlechty se toto chování tolerovalo. O homosexuálním chování a vztazích v této době se lze dočíst v knize od Dana Horia Mazilu Voievodul, dincolo de sala tronului:
- V době tureckého zajetí byl kníže Radu III. Pěkný spolu se svým bratrem Vladem III. Draculou znásilněn na území Adrianopole (dnešní Edirne), přímo na dvoře sultána Murada II., což měla být odplata za dobývání Osmanské říše. Ihned na to Vlad znásilnil osmanské zajatce, pročež byl ze strany církve odsouzen za sodomii.
- Přízvisko knížete Rada III., bratra Vlada Napichovače, „pěkný, nádherný“ odráží jeho femininní rysy a způsoby.
- Eliáš II. Rareș, moldavský kníže, měl konvertovat k islámu z motivu sexuálních výhod. O jeho bisexuálním počínání se mimo jiné zmiňuje i historik Dan Horia Matei s odkazem na spisy kronikáře Grigora Ureche.
- Kníže Mihnea Turcitul měl údajně být milencem Kocy Sina Pashy, osmanského velkého vezíra
- Valašský hospodář se měl uchylovat k prostituci, přičemž jeho mužským prostitutem nebyl nikdo jiný než nejznámější řecký homosexuál Batiste Veveli, jak praví kronika Mirona Costina

### Moderní doba
- 1864 – vydal kníže Alexandr Ioan Cuza trestní zákoník [5] prakticky kopírující francouzskou verzi z r. 1810, tudíž netrestající homosexuální chování.[6] Koncem 19. století počínaje od r. 1878 se do transylvánského trestního zákona dostal článek 242 kriminalizující homosexuální znásilnění.[7]
- 1929 – Pamfil Șeicaru jmenoval francouzsko-rumunského spisovatele Panaita Istrati chudým básníkem chátrajících oslů. Istrati je prvním literárním činitelem na tomto území, který napsal novelu s názvem Kira Kiralina, v němž figuruje homosexuál jako hlavní hrdina.[8]
- 1933 – byl spisovatel Geo Bogza odsouzen ke krátkodobému vězení ve Văcărești, v jihovýchodní Bukurešti, pro prostopášnost. Bogza ve své poetické tvorbě napsal sbírku Poemul invectivă, kde se v jedné ze svých básní zmiňuje o pederastii. Kromě něj došlo v té samé době také k uvěznění budoucího rumunského prezidenta Nicolae Ceaușescu ve věznici Doftana pro komunistickou agitaci a distribuci komunistické a protifašistické propagandy. Po revoluci se stalo téma homosexuálních vztahů mladého Ceaușescu s ostatními spoluvězni hojně diskutujícím tématem.
- 1936 – přijal král Karel II. Rumunský trestní zákon činící konsensuální homosexuální vztahy nezákonnými. Článek 431 trestal vězením „akty sexuální inverze“ vyvolávající veřejné pohoršení. Tedy jakékoliv akty sexuální inverze, o který by se veřejnost dozvěděla, se trestaly odnětím svobody v délce trvání 6 měsíců až 2 let.[8]

### Socialistické Rumunsko
- 1947 – tresty za sexuální inverzi se po nástupu socialismu ještě zpřísnily, a to tak že se nejmírnějším trestem stala předchozí horní sazba 2 let.
- 1957 – další novela trestního zákona trestající osoby usvědčené z pederastie k odnětí svobody v délce trvání 3 až 10 let.
- 1968 – nový trestní zákoník se explicitně zmiňuje o homosexualitě. Z hlediska ideologie považovali komunisté homosexualitu za neproduktivní z důvodu potřeby plodných žen a stoupajícího demografického trendu. Státní rada Rumunské socialistické republiky zpracovala komplexní a revidovaný trestní zákoník, který kriminalizoval veškerou sexuální aktivitu mezi osobami stejného pohlaví jako trestný čin proti lidské důstojnosti podle Článku 200: „kdo vykoná soulož s osobou stejného pohlaví, bude potrestán odnětím svobody v délce trvání 1 roku až 5 let.“[9]
- 1977 – si psal Ion Negoițescu, otevřeně homosexuální muž, ve znamení solidarity s antikomunistickým disidentem Paulem Gomou. Tajná policie Securitate si jako záminku perzekuce Negoițescu nevybírala ani tak jeho nepřátelství vůči socialistickému zřízení, nýbrž jeho intimní minulost, kvůli čemuž bylo tehdejší Rumunsko silně kritizováno ze zahraničí. Mladý spisovatel Petru Romoșanu mající s Negoițescem homosexuální vztah, byl nucen ze strany Securitate k donášení na svého milence a další nepřátele režimu. Negoițescu se nakonec pokusil o sebevraždu předávkováním medikamenty. Negoițescu a ostatní homosexuální literáti posléze opustili svoji vlast díky intervenci Ștefana Augustina Doinașe, u nějž se po r. 1990 odhalila spolupráce se Securitate
- 1981–1985 – Oddělení morálky při Bukurešťské milici zahájilo mimořádné vyšetřování. 54 homosexuálních Bukurešťanů bylo zatčeno a obviněno ze spáchání trestného činu soulože mezi osobami stejného pohlaví. Kauzu nakonec pozastavila Suzana Gâdea, ministryně kultury, neboť se mezi obžalovanými nacházelo mnoho umělců a úředníků z Centrální komise.[8]

### Současný vývoj
- 1993

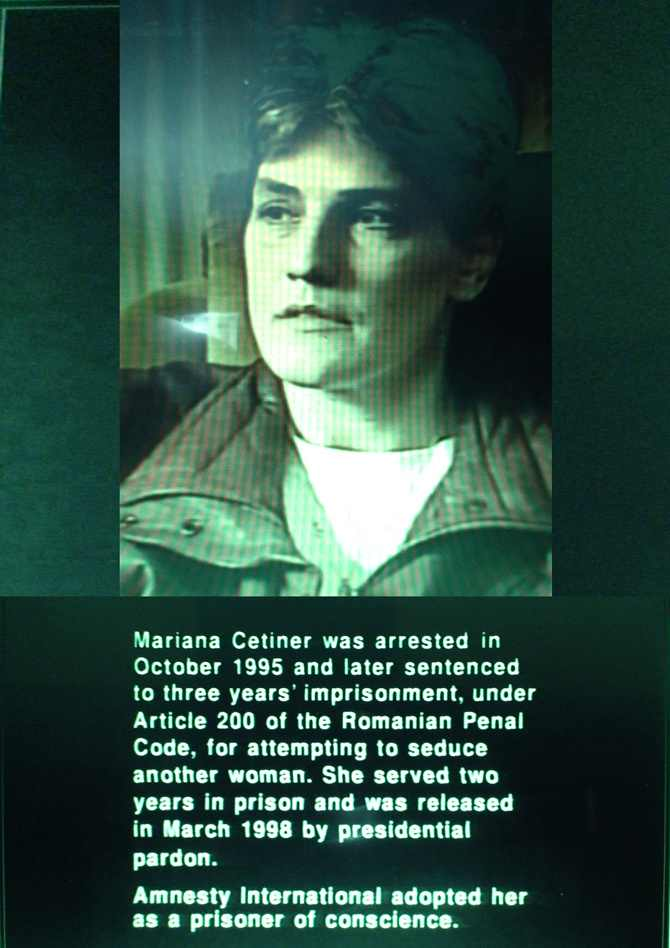
Mariana Cetiner

  - Ciprian Cucu (17) a Marian Mutașcu (22), dva otevření homosexuálové z Temešváru, byli nahlášení Cucuovou starší sestrou na policejní stanici. Oba nakonec vzali do vazby v lednu 1993. „Byl jsem vyslýchán a vyšetřovatelé mě nazývali děvkou,“ sdělil médiím Cucu.[10] 9. června byli shledáni vinnými a odsouzeni k vězení: Cucu na jeden rok, Mutașcu na dva roky. Z důvodu rostoucího mezinárodní tlaku ze zahraniční, byly tyto rozsudky nakonec zrušeny. V květnu 1995 spáchal Mutașcu sebevraždu kvůli veřejnému lynči.
  - Homosexualita se stala předmětem ostrých debat poté, co byl populární muzikant Ioan Luchian Mihalea zavražděn dvěma svými stejnopohlavními partnery Nelu Florian Găvrilou a Ionem Păunem. Od té doby byly v médiích hojně prezentovány případy vraždy z vášně mezi homosexuály.
- 1995 – byla uvězněná Mariana Centiner (nar. 1957) za údajný pokus o svedení jiné ženy Adiny Vana k pohlavnímu styku s ní. Ve vězení strávila tři roky, dokud nebyla omilostněná prezidentem Emilem Constantinescem z důvodu nátlaku Amnesty International. Jednalo se o posledního rumunského občana odsouzeného na základě Článku 200.
- 25. října 1996 – došlo k založení Accept, což je také první rumunská organizace lobbující za práva LGBT.[11]
- 2001 – vláda přijala mimořádné opatření okamžitě rušící Článek 200 Trestního zákona z důvodu eliminace všech forem diskriminace jiných sexuálních orientací. Odstranění tohoto ustanovení bylo také jednou z podmínek členství v EU.[12]
- 2004 – Accept organizuje první rumunský manifest hrdosti sexuálních menšin pod názvem „Festival diverzity“, jehož součástí byly také gay filmový festival, výstava plakátů, fotografií a knih a veřejné debaty.
- 2005 – zahájení prvního pochodu GayFet v Bukurešti znamenalo také historický okamžik začátku LGBT hnutí v Rumunsku.

## Zákony proti homosexualitě
Rumunský Trestní zákoník z r. 1864 vytvořený na základě francouzského modelu, nijak nečinil homosexuální vztahy odlišnými od heterosexuálních, a tudíž homosexuální styk byl ilegální pouze, když byl učiněn proti vůli jednoho z účastníků. Tento zákoník byl účinným téměř celé tři čtvrtiny století. Po přijetí nových zákonů r. 1937 se začal postoj státu vůči homosexualitě zhoršovat, mimo případy znásilnění. Krátce poté byl přijat § 431, který trestal homosexualitu v případě, že by způsobila „veřejné pohoršení“, o soukromých stycích nebyla řeč. Toto ustanovení bylo z Trestního zákoníku vymazáno r. 1948. V r. 1968 byl tento zákon znovu přijat s Článekm 200 a trestal i vykonané homosexuální praktiky v soukromí.
V zemi nejsou v současné době už žádné zákony proti LGBT lidem, stejně tak tu ale neexistuje žádný právní institut pro ně, např. stejnopohlavní manželství. Dobrovolná homosexuální aktivita mezi dvěma svéprávnými jedinci v soukromí zde byla zlegalizována r. 1996, ačkoli poslední anti-gay zákon § 200 kriminalizující veřejnou propagaci homosexuality byl zrušen až 28. června 2000 na nátlak Rady Evropy a v důsledku návštěvy Velvyslance USA Michaela Guesta, otevřeně homosexuálního muže.
V r. 2002 byl legální věk způsobilosti k pohlavnímu styku sjednocen pro heterosexuální i homosexuální orientaci na 15 let.
Na konci r. 2007 krajně pravicová Strana velkého Rumunska jednala v Senátu o možnosti přijetí zákazu „propagace idejí a manifestací spojených s gay a lesbickou tematikou“ určené k tomu, aby dala utrum každoročnímu festivalu GayFest v Bukurešti. Projednávaný návrh byl Senátem zrušen 11. února 2008 se 17 kladnými stanovisky, 16 zřeknutími a 27 negativními stanovisky.

## Změna pohlaví
Od roku 1996 je možné podstupovat úřední změnu pohlaví po předchozí chirurgické změně.

## Stejnopohlavní soužití
Rumunsko patří mezi poslední členské země, které dosud nepřiznaly homosexuálním párům žádnou právní úpravu například ve formě registrovaného partnerství. Rumunská ústava definuje rodinu jako společenskou jednotku stvrzenou dvěma osobami dobrovolně přistoupivšími do manželství. Žádnou specifikaci jejich pohlaví zdejší ústavní zákony neobsahují. Navzdory tomuto není zdejší legislativa přístupná žádné jiné definici manželství, neboť podle podpůrných právních předpisů se jedná o svazek jednoho muže a jedné ženy, a tudíž stejnopohlavní páry nemají přístup ke stejné státní ochraně jako rodina dle její ústavní definice.
| „ | Článek 48 – Rodina (1) Rodina by měla být založená na svobodném souhlasu dvou osob vstupujících do manželského svazku, na jejich vzájemné rovnosti a právech a povinnostech rodičů za výchovu a vzdělávání dětí. | “ |

Stejnopohlavní manželství je zakázáno občanským zákoníkem , jehož definice neobsahuje žádný prostor pro jinou interpretaci.
| „ | Článek 259 – Manželství (1) Manželství je instituce založená na svobodném vyjádření jednoho muže a jedné ženy vstupujících do ní ve smyslu tohoto zákona. | “ |

V dubnu 2013 se v parlamentu neúspěšně projednávala možnost legalizace stejnopohlavních svazků.
V dubnu 2013 přiznal sám předseda Strany zelených Remus Cernea , že u navrženého zákona dávajícího stejnopohlavním svazkům stejná práva a povinnosti, jako mají heterosexuální manželské páry, očekával ostrou reakci ze strany opozice. 7. července 2013 Cernea představil návrh Senátu se žádostí o vyjádření a odsouhlasení ze strany oprávněné parlamentní komise v prosinci 2013. 17. prosince 2013 byl návrh v Senátu zamítnut pouze se dvěma kladnými stanovisky proti 110 negativním. Po jeho postoupení Poslanecké sněmovně 11. června 2014 došlo k jeho oficiálnímu zrušení v poměru hlasů 298:11.
7. června 2013 se Rumunsko pokusilo přijmout ústavní zákon, který by zakazoval stejnopohlavní manželství, prostřednictvím ustanovené komise, v níž 15 poslanců hlasovalo pro a pouze 3 se zdrželi. Nicméně z důvodu celonárodní i mezinárodní kritiky bylo od této změny nakonec upuštěno.
V říjnu 2014 předložil Cernea parlamentu nový návrh zákona o registrovaném partnerství. V dubnu 2015 hlasoval Senát proti návrhu v poměru hlasů 49:8. V prosinci 2015 byl návrh postoupen Poslanecké sněmovně, která ho rovněž odmítla.

## Adopce a plánování rodiny
Svobodné ženy, vč. leseb, mají přístup k asistované reprodukci. V r. 2005 Ústavní soud Rumunska rozhodl, že je neústavní odpírat přístup k asistované reprodukci jednotlivcům nebo nesezdaným párům.

## Služba v armádě
Gayové a lesby smějí otevřeně sloužit v Ozbrojených silách Rumunska. S odvoláním se na politiku Ministerstva obrany: „Každý občan Rumunska má plné právo sloužit v řadách ozbrojených sil v naší zemi bez ohledu na jeho sexuální orientaci.“ I přesto však mnoho, pokud vůbec jsou, gayů a leseb v armádě svoji orientaci tají z důvodu stále přetrvávajících obav z diskriminace.

## Ochrana před diskriminací
V r. 2000 přijal rumunský parlament zákon explicitně zakazující diskriminaci na základě sexuální orientace v několika sférách, včetně zaměstnání, přístupu ke zboží a službám, bydlení, vzdělávání, zdravotní péči, práv duševního vlastnictví, justici, dalších veřejných a sociálních službách. Tento zákon, který je považován za jeden z nejrozsáhlejších v Evropské unii , úspěšně prošel testováním Národního úřadu pro boj s diskriminací, který tvoří součást rumunské agendy pro rovnostářskou politiku, zejména v oblasti postihu fyzických i právnických osob diskriminujících na základě sexuální orientace. Příkladem jeho aplikace je kauza TAROM, národního leteckého dopravce, kterému byla uložená pokuta pro odmítnutí účasti stejnopohlavních partnerů ve slevové akci při příležitosti Dne sv. Valentýna v r. 2005. Kromě uložení pokuty Národní úřad také nařídil TAROMu neprodlenou nápravu vzniklé situace.

### Ústavní ochrana před diskriminací
5. června 2013 hlasovala parlamentní Komise pro přezkum ústavy ve prospěch zahrnutí sexuální orientace do diskriminačních důvodů v obměňované ústavě. Ten samý den komise hlasovala pro změnu stávajícího manželského zákona, který definoval manželství jako „konsensuální svazek“ mezi manželi na restriktivnější interpretaci „svazku mezi nesezdaným mužem a ženou“, tedy zakazující stejnopohlavní manželství. Pro následný tlak veřejnosti, domácích i mezinárodních organizací, jako je třeba ACCEPT a Amnesty International  se komise nakonec rozhodla upustit od obou změn ústavních zákonů. Mnoho nevládních organizací protestovalo proti vyjmutí ústavní ochrany proti diskriminaci jiných sexuálních orientací se slovy, že členové Komise odmítají chránit občany, kteří to potřebují, a že členstvím v Evropské unii je Rumunsko povinné implementovat taková ustanovení do svého nejvyššího právního předpisu.
Poslanec za Zelenou stranu Remu Cernea, který je horlivý zastánce práv LGBT, a který také sepsal návrh zákona o registrovaném partnerství předložený Senátu, považuje tento krok za „popření principů demokracie“, což Rumunsko činí jednou z nejhomofobnějších zemí na světě.

## Zákony proti anti-LGBT projevům
V r. 2006 se do novely trestního zákoníku začlenilo ustanovení o podněcování k nenávisti a útokům vůči jiným sexuálním orientacím. Navzdory existenci nových zákonů zde proběhlo několik veřejných shromáždění proti homosexualitě konaných pod záštitou pravicově extremistických skupin s poměrně agresivními anti-gay slogany. Mnohé zůstaly bez následků.

### Incident z r. 2007Cronica Cârcotașilor
28. března 2007 uložila Národní audiovizuální rada pokutu ve výši 10 000 rumunských leu (cca 3000 euro) televiznímu kanálu Prima TV za satirickou komediální show Cronica Cârcotașilor kvůli homofobním komentářům. Ve dvou epizodách si moderátoři údajně měli tropit šašky z moderátora Acasă TV, který se veřejně přiznal ke své sexuální orientaci. Prezident Národní audiovizuální rady Ralu Filip se k uložení pokuty vyjádřil takto: „Cítím, že je neakceptovatelné se takto posměšně vyjadřovat o jiných sexuálních orientacích, zvláště přihlédneme-li k tomu, že to bylo na účet spolupracovníka.“ Tento případ byl prvním, kdy došlo k sankciování homofobie v rámci televize a rozhlasu v souladu s článkem 46 mediálního zákona, který zakazuje veřejnou propagaci jakékoli diskriminace jiných ras, entik, pohlaví a sexuálních orientací. Indicent vyústil ve veřejnou debatu ohledně homofobie s reprezentanty LGBT komunity v masmédiích. Attila Gasparik, viceprezident Národní audiovizuální rady, se vyjádřil tak, že Cronica Cârcotaşilor a další známé televizní show budou podrobeny přísné kontrole z důvodu jejich velké odezvy, která vyvolává potřebu jejich důsledného monitorování.

### Incidenty z r. 2002
7. listopadu došlo k napadení sedmi mladých lidí na půdě Vysoké školy politických věd a veřejné správy v Bukurešti kvůli jejich podílu na akademické debatě ohledně homosexuální historie v Rumunsku.

### Incidenty z r. 2013
11. února 2013  se na George Cosbuc Bilingual High School konal Měsíc LGBT historie, během něhož byli tamní studenti poučováni o manifestacích gay pride a podporování v účastech na školních aktivitách během této akce. To narazilo na odpor několika rodičů, pravicově orientovaných organizací i právníků, kteří napsali otevřený protestní dopis vládě se žádostí o okamžité pozastavení celé akce s odvoláním se převážně na náboženské důvody. Takto zní oficiální znění této iniciativy:
20. února večer se v Muzeu rumunského venkova při příležitosti Měsíce LGBT historie promítal film Děcka jsou v pohodě. Ten byl několik málo minut po zahájení přerušen cca 50 pravicovými extremisty. Anti-gay skupina verbálně napadala promítače slovy „bestie“, „špína“ a skandovala „Smrt homosexuálům“, „Nechcem vás tady“, „Nejste Rumuni“. Útočníci také mimo jiné natáčeli a fotografovali účastníky. Následně začali zpívat rumunskou národní hymnu a pravoslavné zpěvy. Během incidentu užívali náboženských symbolů i fašistických gest, např. nacistických pozdravů.

## Dárcovství krve
Stejně jako ve Spojených státech, Velké Británii a několika dalších západních zemích platí i v Rumunsku zákaz dárcovství krve pro muže mající sex s muži z důvodu potenciálně většího rizika přenosu pohlavně přenosných chorob. Nicméně v září 2007 rozhodla Národní rada pro boj s diskriminací, že je tento zákaz nepřijatelný z důvodu diskriminace a vyvolávání nepřátelské, zahanbující a urážlivé atmosféry pro homosexuály. Rada, jejímž předmětem činnosti je dohled nad rovným zacházením, nařídila ministru zdravotnictví odstranit tento zákaz. V lednu 2008 dal ministr zdravotnictví v souladu se stížností Rady návrh nového zákona, který má odstranit zákaz MSM darovat krev. Nový zákon je momentálně předmětem veřejných diskusí.

## Sociální podmínky
Navzdory definitivnímu zrušení Článku 200, posledního anti-gay zákona, v roce 2001, jsou sociální postoje k homosexuálním občanům stále značně diskriminační, zejména ve venkovských oblastech. Festivaly GayFest v Bukurešti se setkávají s výrazným a někdy až násilným odporem ze strany pravicově extremistických skupin (především Noua Dreaptă), přestože jsou doprovázeny policejními složkami kvůli ochraně bezpečnosti a zdraví účastníků. Dále zmíněná organizace ten samý den pořádá „Pochod za normalitu“ jako protipól konajícího festivalu se slogany proti právům sexuálních menšin a zákonnému uznávání stejnopohlavních svazků.
Kromě Noua Dreaptă zaujímá k pochodům hrdosti v Bukurešti a Kluži odmítavý postoj také Strana velkého Rumunska, Konzervativní strana a Demokraticko-liberální strana.
V září 2006 zahájil Brittish Council výzkum v několika rumunských městech, jehož předmětem bylo mimo jiné také zjistit postoje mladé generace k právům LGBT. Podle výsledků bylo 39,1 % toho názoru, že by se měla LGBT práva rozšiřovat, 35,9 % že je situace LGBT práv v Rumunsku uspokojivá, zatímco 15,6 % je shledalo za přílišná. 9,4 % zaujalo neutrální postoj. Dále 71,9 % dotazovaných mladých lidí sdělilo, že by LGBT práva měla být chráněná, což lze považovat za relativně vysokou úroveň akceptace v této demografické skupině.
Eurobarometrické šetření ohledně diskriminace v Evropské unii, spuštěné koncem roku 2006, ukázalo že postoje k diskriminaci na základě sexuální orientace byly podobné jako v ostatních členských zemích. 47 % Rumunů tvrdilo, že diskriminace jiných sexuálních orientací je rozšířená, což je z hlediska průměru EU 50 % mírně podprůměrný výsledek. Dále bylo 55 % Rumunů pro specifické ustanovení o rovných příležitostech v zaměstnání pro jiné sexuální orientace, výrazný podprůměr proti průměru EU 66 %. 67 % Rumunů by souhlasilo s anonymním dotazováním na sexuální orientace ve sčítání lidu, pokud by to mohlo prospět boji s diskriminací v Rumunsku, zatímco 16 % bylo rozhodně proti (níž než průměr EU 28 %). 58 % Rumunů stále považovalo homosexualitu za tabu, což převyšovalo průměr EU 48 %, ale zároveň bylo nižší než stejný výsledek v Itálii, Řecku, Irsku a Švédsku.
Jiné průzkumy veřejného mínění ukazují vysokou míru intolerance rumunského obyvatelstva vůči homosexualitě, zejména pak výzkum z r. 2003 konaný organizací Gallup pro Institut veřejné politiky. Ve výsledcích 45 % respondentů odpovědělo, že by homosexuálové neměli být ve společnosti přijímáni jako rovnocenní; 37 % že by měli být kriminalizováni; a 40 % že by jim nemělo být vůbec umožněno pobývat na území Rumunska. The Soros Foundation v červnu 2011 také spustil výzkum, kde 80 % respondentů odpovědělo, že není důvod proč akceptovat homosexualitu navzdory její plné dekriminalizaci v r. 2001.
3. dubna 2012 zveřejnila  Národní rada pro boj s diskriminací svoji zprávu „Vnímání a postoje k diskriminaci v Rumunsku“ s následujícími závěry:
- 17 % respondentů věří, že jsou sexuální menšiny značně diskriminovány
- 18 % respondentů cítí, že homosexuálové jsou trochu diskriminováni.
- 30 % uvedlo, že by se cítilo trochu nepříjemně v přítomnosti homosexuální osoby.
- 31 % uvedlo, že by se vůbec necítilo dobře v přítomnosti homosexuální osoby
- 48 % sdělilo, že by považovalo za problém, kdyby některý z jejich členů rodiny byl homosexuál.
- 54 % sdělilo, že by nikdy nešlo s homosexuálem na společnou večeři
- 63 % uvedlo, že by považovalo za obtěžující, kdyby osoba stejného pohlaví projevila nějaký zájem o ně.

7. listopadu 2012 zveřejnil Rumunský institut pro evaluaci a strategii studii se třemi částmi. V části II. se zabývá následujícími úrovněmi tolerance homosexuálů:
- 79,7 % dotazovaných uvedlo, že by nechtělo mít homosexuála za souseda
- 53 % by bylo pro postavení homosexuality mimo zákon (v r. 2006 to samé uvádělo 62 %)

### Násilí proti LGBT osobám
Šetření Agentury Evropské unie pro lidská práva z r. 2013 zařadilo Rumunsko na třetí místo spolu s Chorvatskem a Bulharskem, členskými státy s nejvyšší mírou homofobního chování. 21 % LGBT Rumunů řeklo, že bylo napadeno či se minimálně dostalo do kontaktu s násilím v posledních pěti letech. K násilí nedochází pouze v ulicích, ale i ve školách. Původci diskriminace a násilí pocházejí z různých životních sfér – sousedi, známí, úřední osoby, spolupracovníci, učitelé a spolužáci.
Podle statistiky asociace ACCEPT jsou informace o LGBT osobách následující:
- 68,2 % respondentů čelilo různým typům diskriminace nebo ostrakizace z důvodu jejich sexuální orientace nebo pohlavní identity;
- >50% se setkalo s urážkami;
- 30 % se setkalo s psychickým násilím;
- 25 % se setkalo se záměrnou ostrakizací a přehlížením v kolektivu
- 25 % se setkalo se sexuálním obtěžováním;
- ženy se procentuálně setkaly se sexuálním obtěžováním více než muži, naopak oběťmi policejního sexuálního obtěžování se stávali spíše homosexuální muži;
- ulice jsou místem, kde se odehrává většina těchto útoků (49,5 %), poté gay události (27,9 %).[57]

## Životní podmínky

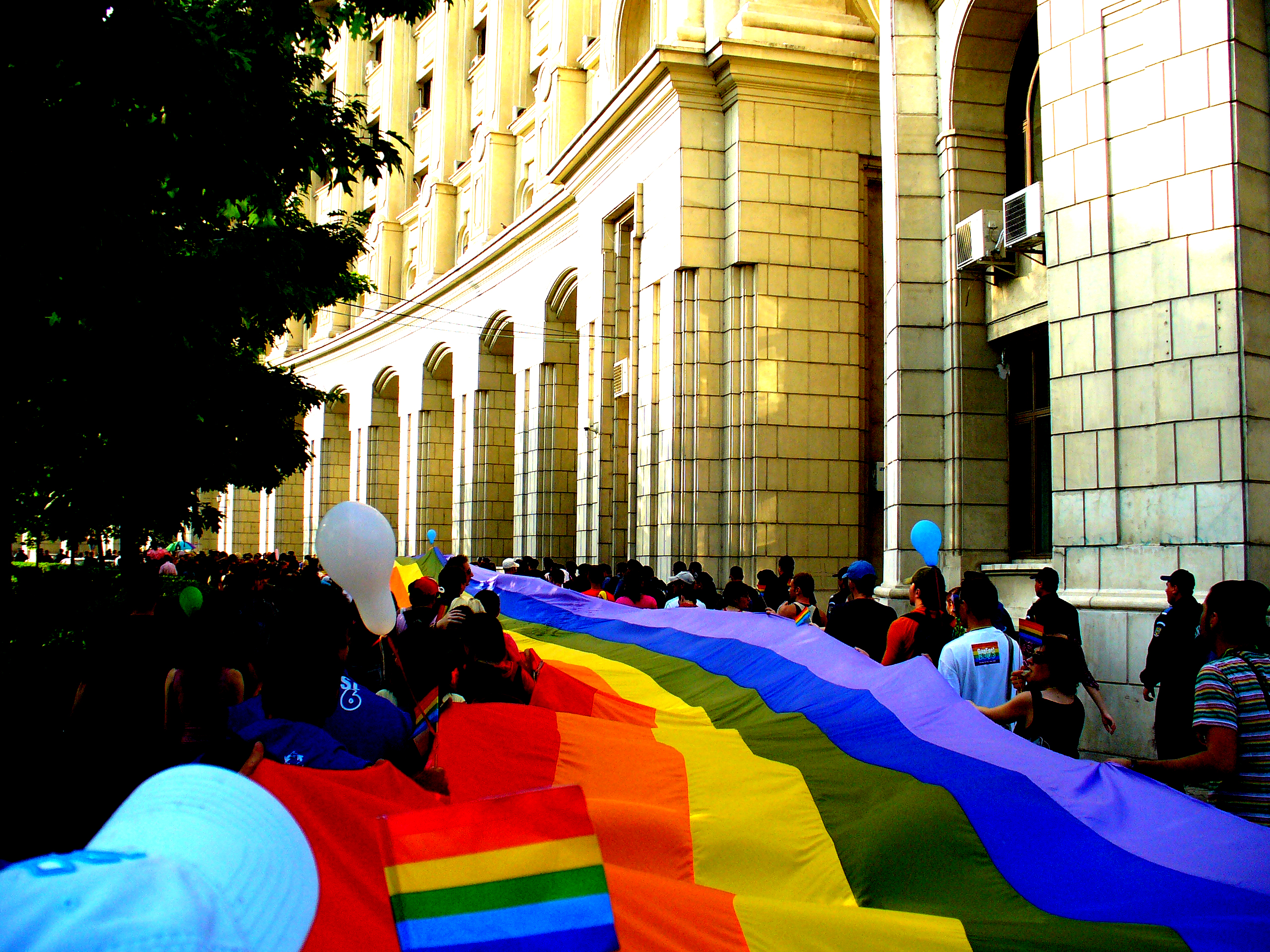
GayFest v Bukurešti (2006)

Otevřená homosexualita je mimo velké aglomerace stále zřídkavá, a proto také gayové a lesby žijící na venkově svoji orientaci zpravidla tají. Největší a nejotevřenější LGBT komunity existují v Bukurešti a Kluži, kde zároveň působí také mnoho gay klubů a kulturních událostí. Festivaly GayFest se každoročně odehrávají v Bukurešti od r. 2005. Jejich organizátorem je Accept, což je největší rumunská organizace lobbující za práva LGBT. Kromě zmíněného festivalu se zde také koná mnoho dalších událostí ve městě Kluž, jejichž organizace spadá pod Be An Angel, další LGBT organizaci. Jedná se o každoroční mezinárodní LGBT filmový festival Gay Film Nights, Gay Prize Gala, kde se uděluje cena těm, co se nějak zasloužili o LGBT kulturu a práva, a Miss Travesty Romania, volba travesty miss.
Rostoucí přístup k internetu v několika předchozích letech má za následek nemalý rozmach online LGBT médií a blogosféry, zejména online zpravodaje Angelicuss a GayOne. V říjnu 2008 spustila Be An Angel první rumunský LGBT televizní kanál Angelicuss, který však vysílá zatím pouze online. Tu samou dobu přestala s činností nejtradičnější LGBT média, a proto zde zatím nejsou žádné tištěné magazíny a noviny.
Ačkoli v Bukurešti působí mnoho vyoutovaných umělců, aktivistů a novinářů, kteří pracují na eliminaci organizované diskriminace LGBTI komunity, jsou podobné aktivity mimo hlavní město limitované z důvodu politického, náboženského a sociálního odporu. Navzdory rostoucího přístupu k aktivní komunitě v rámci Bukurešti prostřednictvím sociálních médií je obrovská propast ve spolupráce s místními náboženskými aktivisty podobného typu.

## Anti-LGBT hnutí
V r. 2015 vznikla aliance více než 30 nevládních organizací sdružených pod názvem Koalice za rodinu. Jejím hlavním cílem je podpora a sběr podpisů na petici za přijetí nového ústavního zákona, který by znemožňoval legalizaci stejnopohlavního manželství. Do května 2016 se koalici podařilo nasbírat přes 3 miliony podpisů. Iniciativa je aktivně podporovaná Rumunskou pravoslavnou církví. 20. července 2016 rozhodlo všech devět ústavních soudců, že návrh změny ústavní definice manželství je přípustný.

## Souhrnný přehled
| Legální stejnopohlavní styk                                                             | (1996)                              |
| Stejný věk legální způsobilosti k pohlavnímu styku pro obě orientace                    | (2002)                              |
| Anti-diskriminační zákony v zaměstnání                                                  | (2000)                              |
| Anti-diskriminační zákony v přístupu ke zboží a službám                                 | (2000)                              |
| Anti-diskriminační zákony v ostatních oblastech (homofobní urážky, zločiny z nenávisti) | (2006)                              |
| Stejnopohlavní manželství                                                               | No                                  |
| Jiná forma stejnopohlavního soužití                                                     | (navrženo registrované partnerství) |
| Adopce dítěte partnera                                                                  | No                                  |
| Společná adopce dětí stejnopohlavními páry                                              | No                                  |
| Gayové a lesby smějí otevřeně sloužit v armádě                                          | Yes                                 |
| Možnost změny pohlaví                                                                   | (1996)                              |
| Přístup k umělému oplodnění pro lesbické ženy                                           | (2005)                              |
| Náhradní mateřství pro gay páry                                                         | No                                  |
| MSM smějí darovat krev                                                                  | Yes                                 |